# Adekanmi Olufade
Adekanmi Olufade (Lomé, 7 januari 1980) is een voormalig Togolese voetbalspeler. Hij speelde als aanvaller en kwam in zijn carrière uit voor Satellite FC, Sporting Lokeren, OGC Nice, Sporting Charleroi, OSC Lille, Al-Siliya en KAA Gent.

## Jeugd
Tussen 1998 en 2000 speelde Olufade als jeugdspeler bij Dynamic Togolais.

## Profcarrière
Tussen 2000 en 2006 kwam Olufade achtereenvolgens uit voor het Guineese Satellite FC, Sporting Lokeren, OSC Lille, OGC Nice, Sporting Charleroi en Al-Siliya.

### KAA Gent
In augustus 2006 maakte hij de overstap naar KAA Gent. In zijn eerste seizoen bij Gent, 2006-07, eindigde hij als vijfde in de topschutterstand van de Belgische Jupiler League met 15 doelpunten. Op 23 september 2006 scoorde hij een hattrick in de competitiewedstrijd tegen Lierse (eindstand 1-4).
Olufade speelde sinds 1997 reeds 25 interlands voor de Togolese nationale ploeg. Hij maakte zijn debuut op 4 juni 1997 tegen Burkina Faso.

### Problemen met KAA Gent
Adekanmi Olufade haalde in december 2009 uit naar zijn werkgever KAA Gent. Reden hiervoor: hij werd naar eigen zeggen niet meer betaald door zijn club tijdens zijn langdurige blessure. Hierbij dreigde hij dan ook om naar het TAS te stappen. Uiteindelijk ging hij niet naar het TAS en werden de plooien gladgestreken.
Op 22 juli 2010 gingen KAA Gent en Olufade in onderling overleg uit elkaar en op 23 juli liet Gent Olufade transfervrij gaan. Hij koos voor Sporting Charleroi.

### Charleroi
Op 23 juli 2010 maakte hij de transfer naar zijn ex-ploeg Charleroi, waar hij ook al in het seizoen 2003-2004 speelde. Na er nog één seizoen gespeeld te hebben, beëindigde hij er in 2011 zijn profcarrière.

## Statistieken
| seizoen | club                         | land      | competitie         | wed. | goals |
| ------- | ---------------------------- | --------- | ------------------ | ---- | ----- |
| 1999/00 | Satellite FC                 | Guinee    | GCN                | -    | -     |
| 2000/01 | Sporting Lokeren             | België    | Jupiler Pro League | 14   | 7     |
| 2001/02 | Lille OSC                    | Frankrijk | Ligue 1            | 11   | 1     |
| 2002/03 | OGC Nice (verhuur)           | Frankrijk | Ligue 1            | 18   | 2     |
| 2003/04 | Sporting Charleroi (verhuur) | België    | Jupiler Pro League | 24   | 7     |
| 2004/05 | Lille OSC                    | Frankrijk | Ligue 1            | 0    | 0     |
| 2005/06 | Al-Siliya                    | Qatar     | Qatari League      | -    | -     |
| 2006/07 | KAA Gent                     | België    | Jupiler Pro League | 27   | 15    |
| 2007/08 | KAA Gent                     | België    | Jupiler Pro League | 25   | 9     |
| 2008/09 | KAA Gent                     | België    | Jupiler Pro League | 16   | 9     |
| 2009/10 | KAA Gent                     | België    | Jupiler Pro League | 2    | 0     |
| 2009/10 | KAA Gent                     | België    | Play-Off I         | 0    | 0     |
| 2010/11 | Sporting Charleroi           | België    | Jupiler Pro League | 4    | 0     |
| 2010/11 | Sporting Charleroi           | België    | Play-Off III       | 1    | 0     |
|         |                              |           | Totaal             | 142  | 50    |

Bijgewerkt: 02/04/2011